# Enseigne (signal)
Pour les articles homonymes, voir Enseigne.

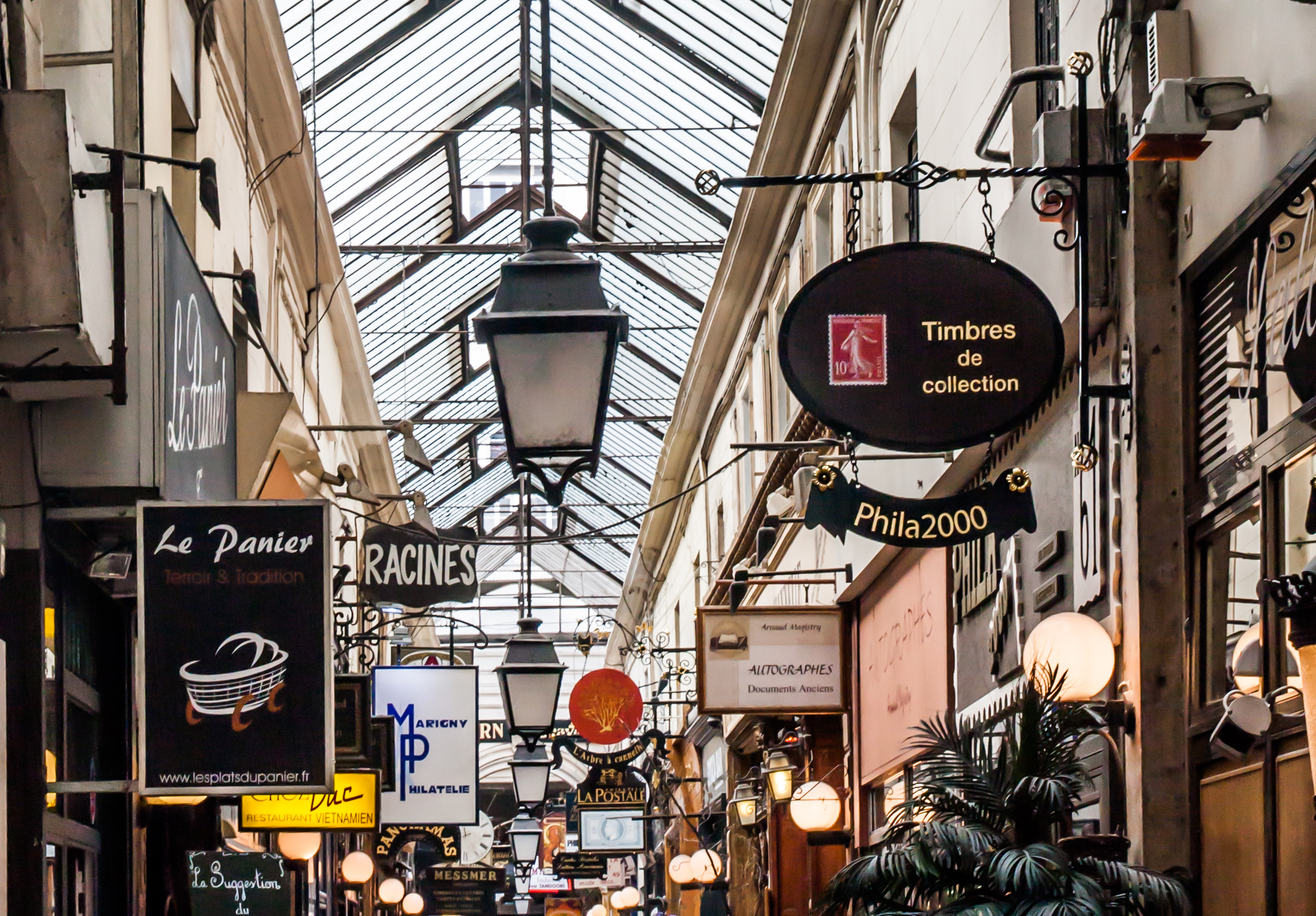
Enseignes dans le passage des Panoramas, à Paris (France).

Une enseigne est une indication signalétique, sous forme d'objet ou de panneau, lumineux ou non, à caractère informatif, publicitaire ou décoratif, voire les trois, généralement à destination du public. Élément clé de la devanture, l'enseigne porte par exemple un emblème (blason, logotype), une inscription (nom d'un magasin, d'une marque), un objet symbolique (ciseaux du coiffeur) dont elle peut éventuellement prendre la forme (carotte du débit de tabac ou enseigne de barbier), etc.

## Histoire
L'enseigne occupe une place toute particulière dans la culture matérielle. Signe de l'avancement économique et commercial d'une collectivité, elle symbolise la singularité d'une entreprise, par rapport à une autre. Elle prend à l'origine l'aspect d'un objet symbolique ou d'un emblème arboré au bout d'une hampe.
Des enseignes sont attestées dès l'Antiquité,.
Avec l'extension et le peuplement des villes au XIIIe siècle comme Paris, la nécessité se fait sentir de distinguer les maisons les unes des autres avec des enseignes servant de repère, « signaler en même temps une profession à l'attention du passant, renseigner l'illettré, constituer, lorsque le thème est d'inspiration religieuse, un témoignage de piété et assurer une protection ».
En Europe, elle semble avoir connu une certaine expansion avec la croissance des artisans et des commerçants dans les villes vers le Xe siècle, prenant souvent la forme de peintures de couleurs vives sur une façade, de sculptures sur une imposte, ou était découpée dans une plaque suspendue à une potence. « La plus ancienne enseigne peinte aujourd'hui conservée, le Pestapeppe attribué au peintre italien Melozzo da Forlì (Pin. de Forlì), serait celle d'un apothicaire ». L'enseigne a par ailleurs une valeur symbolique dans l'histoire familiale et dans l'histoire religieuse.

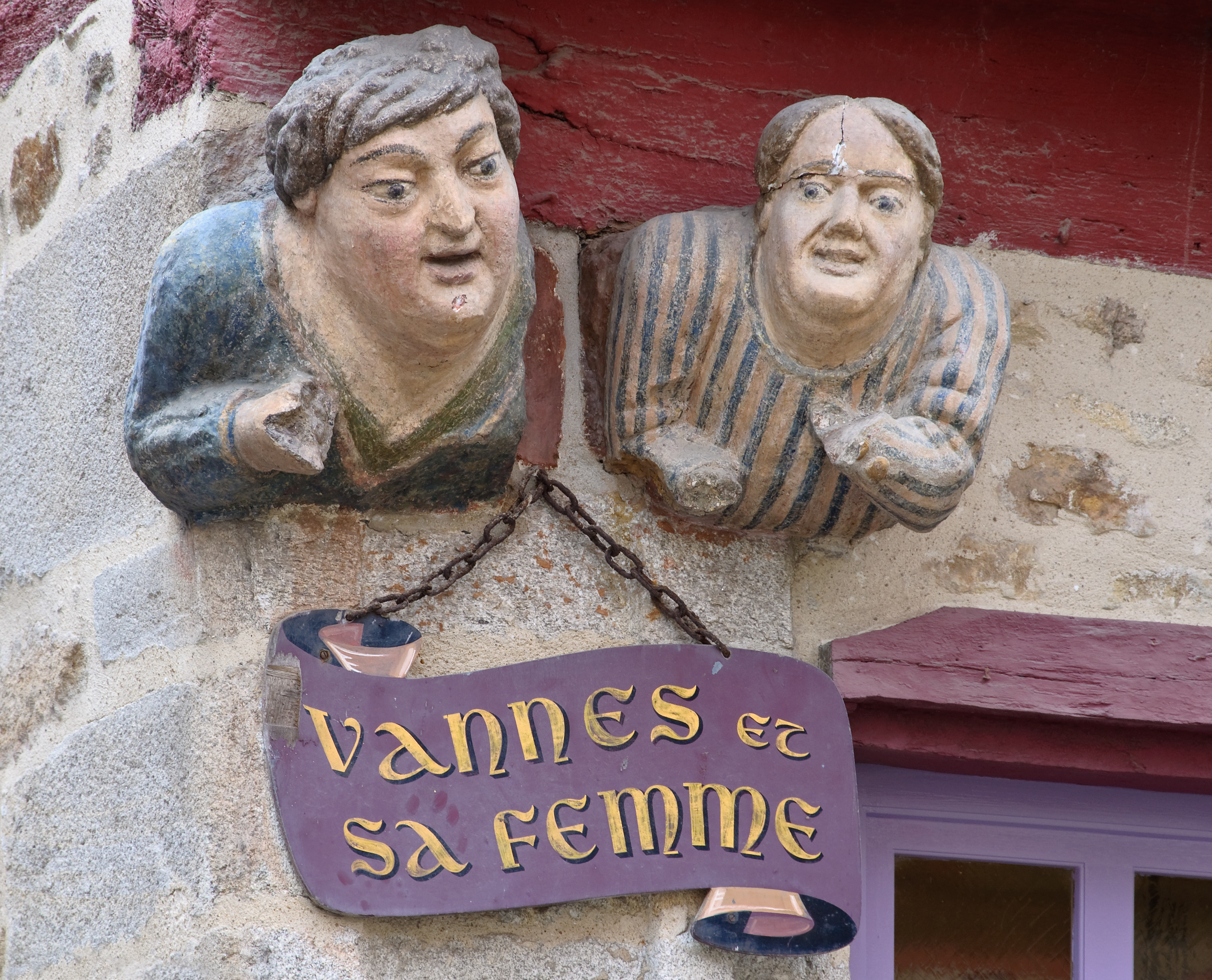
Vannes et sa femme, enseigne emblématique de la ville de Vannes.
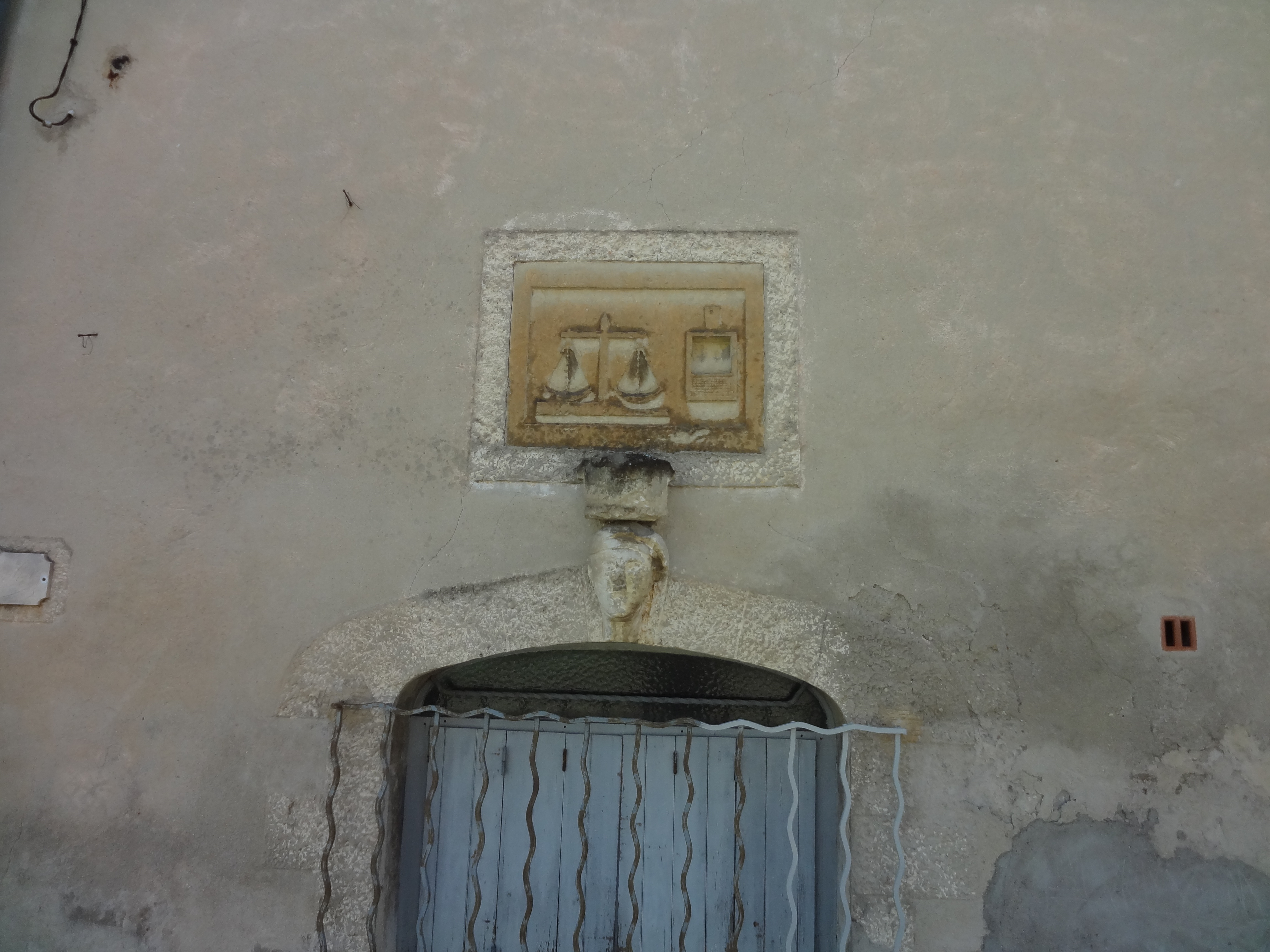
Enseigne de moulin, à Sigonce.
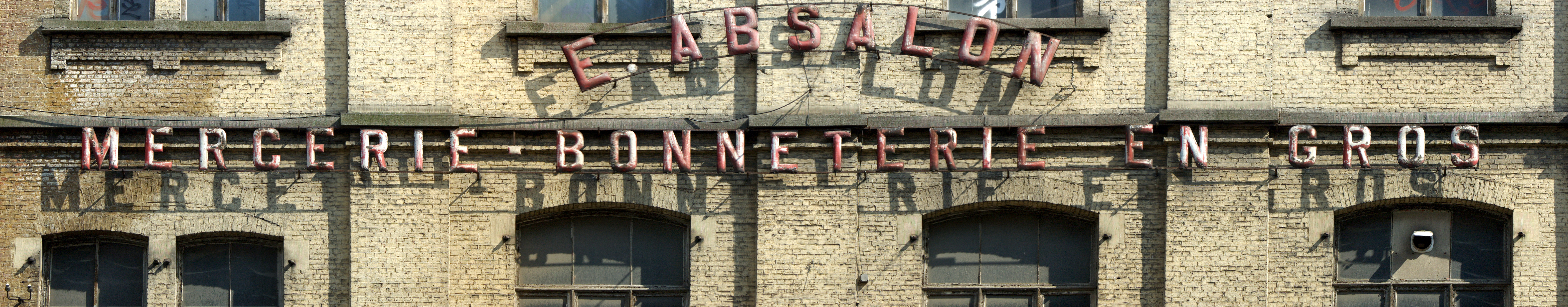
Enseigne de mercerie-bonneterie à Bruxelles

## Types d'enseignes
Le bouquet de feuillage qui servait jadis d’enseigne aux débits de boisson s’appelait le bouchon.[réf. nécessaire]
En France, l'enseigne est définie par l'article L.581-3 du code de l'environnement.
Une enseigne lumineuse est souvent une reproduction du logo de la marque sous forme de panneau en plastique, métal ou bois et éclairé. L'éclairage à base de LED, de spots ou de néons lumineux, peut être direct ou indirect. L'enseigne lumineuse est alors un caisson lumineux étanche contenant un éclairage. Présentée sous deux formes, elle peut être parallèle ou perpendiculaire au support (béton, aluminium, bois).
L'enseigne peut être inscrite à plat sur le fronton de la devanture ou en saillie. Elle peut être ou non lumineuse.
Aujourd'hui, il s'agit le plus souvent d'une inscription lumineuse signalant un commerce, une profession.

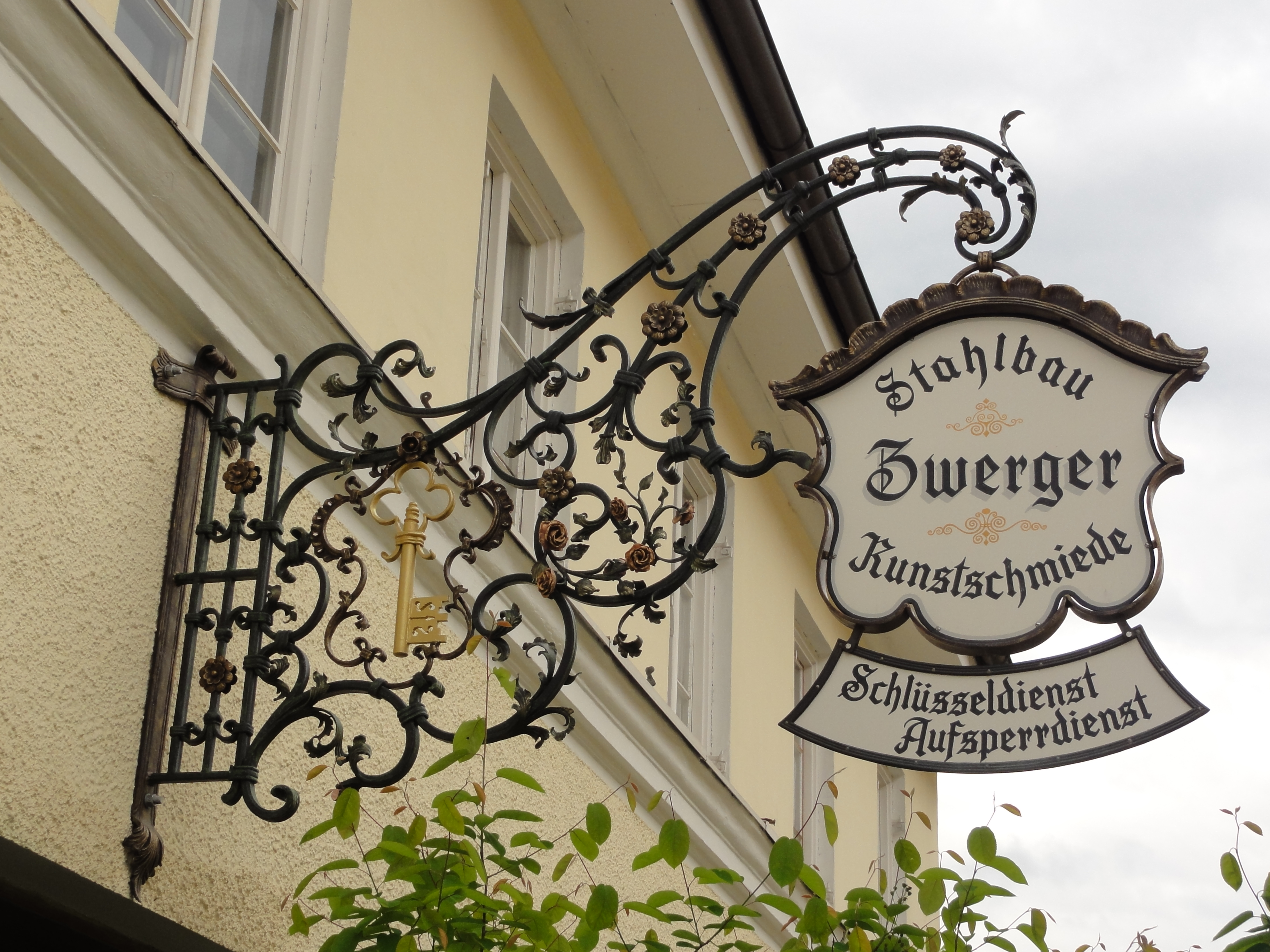
Enseigne de ferronnerie traditionnelle, Allemagne
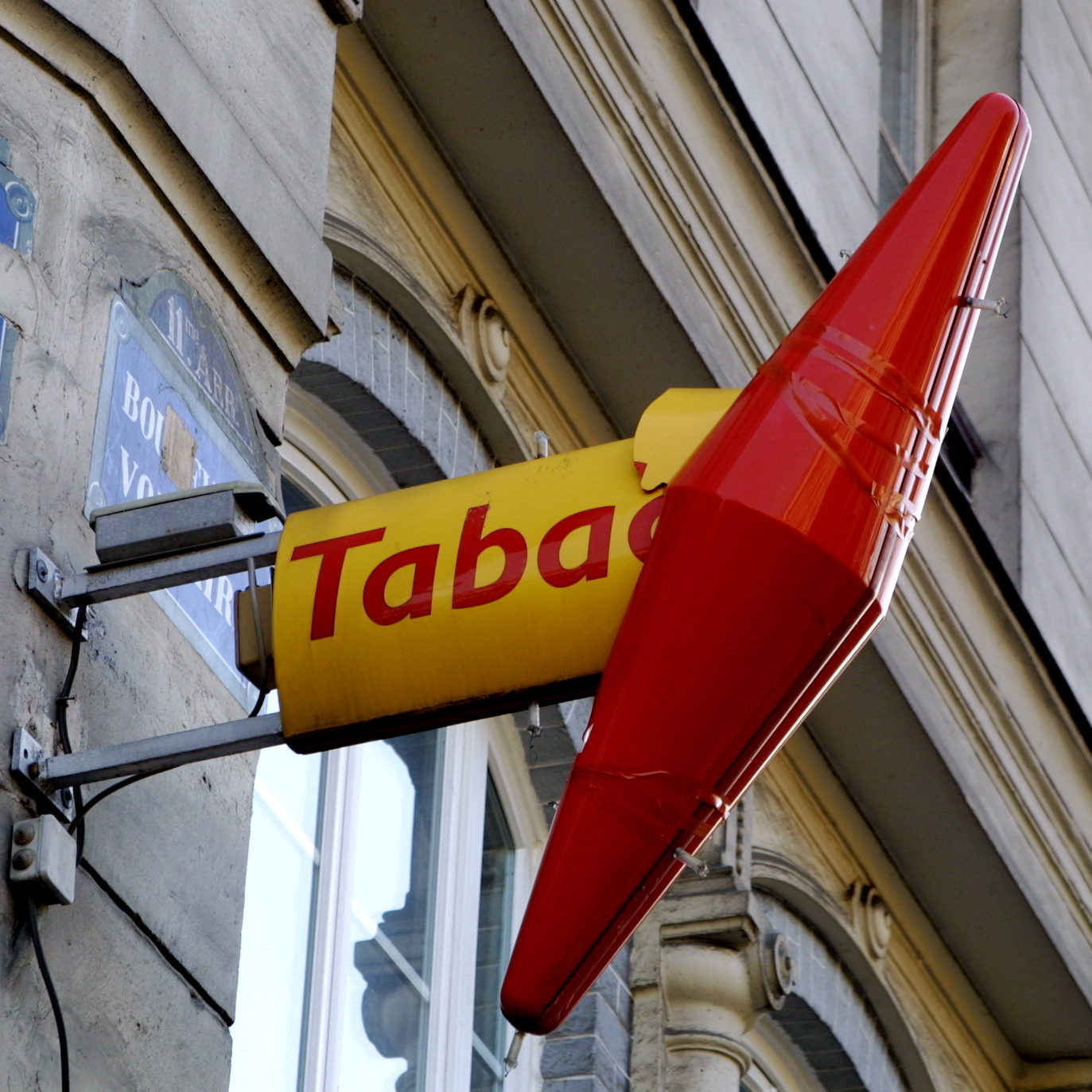
Carotte de débit de tabac, lumineuse, France
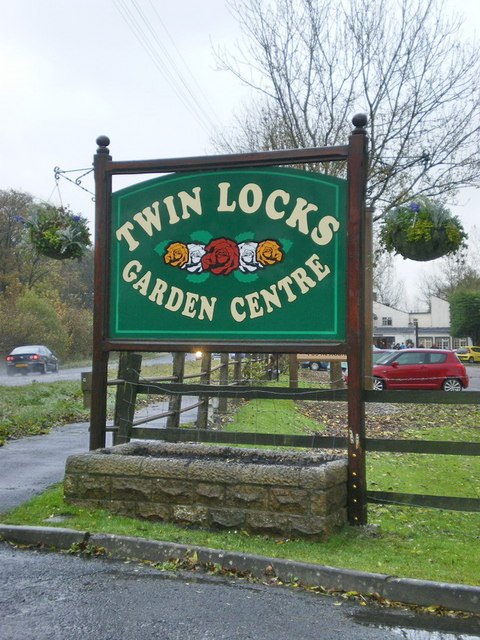
Enseigne jardinière, Angleterre
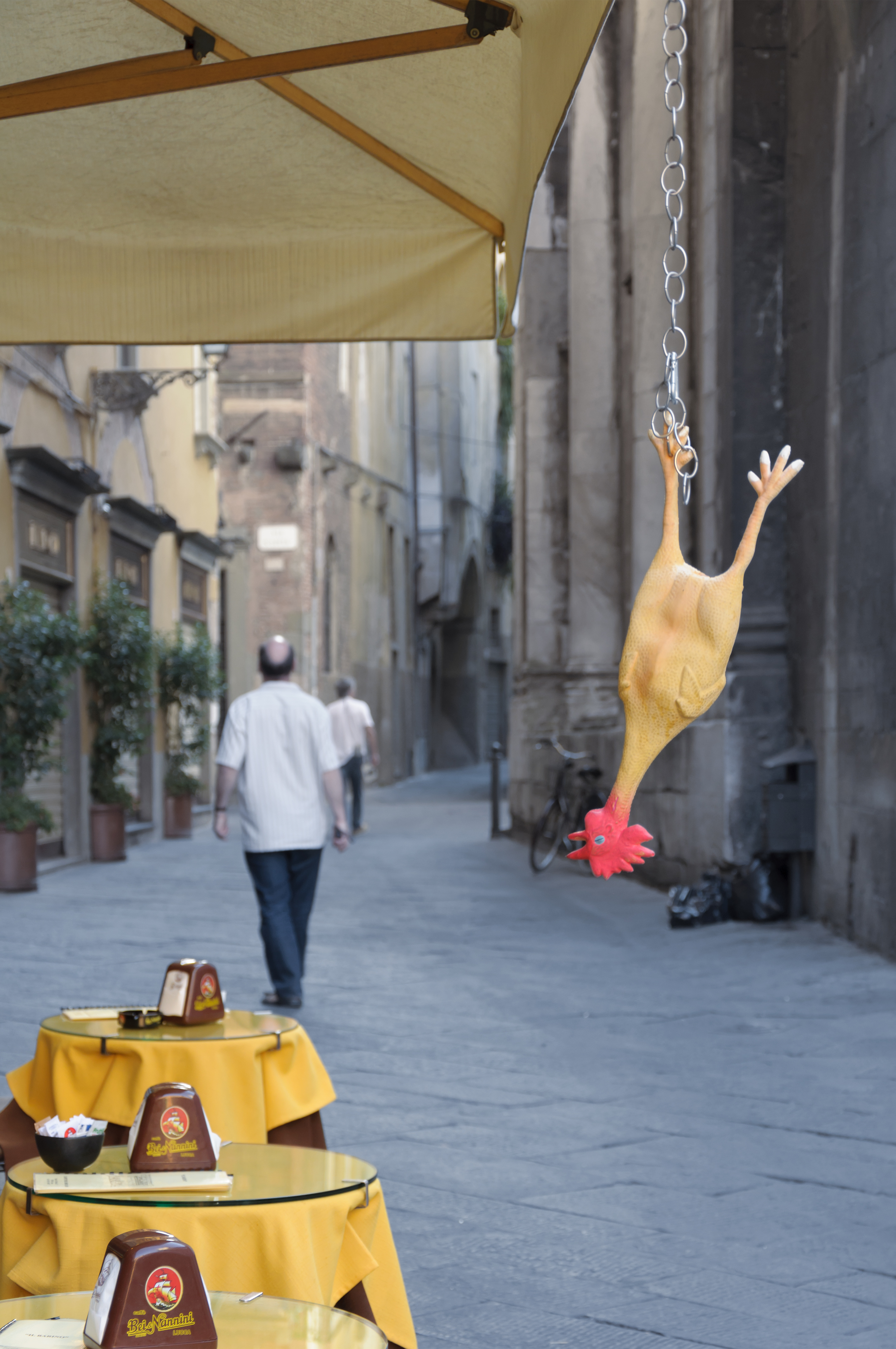
Enseigne de restaurant en forme de poulet suspendu, Italie.
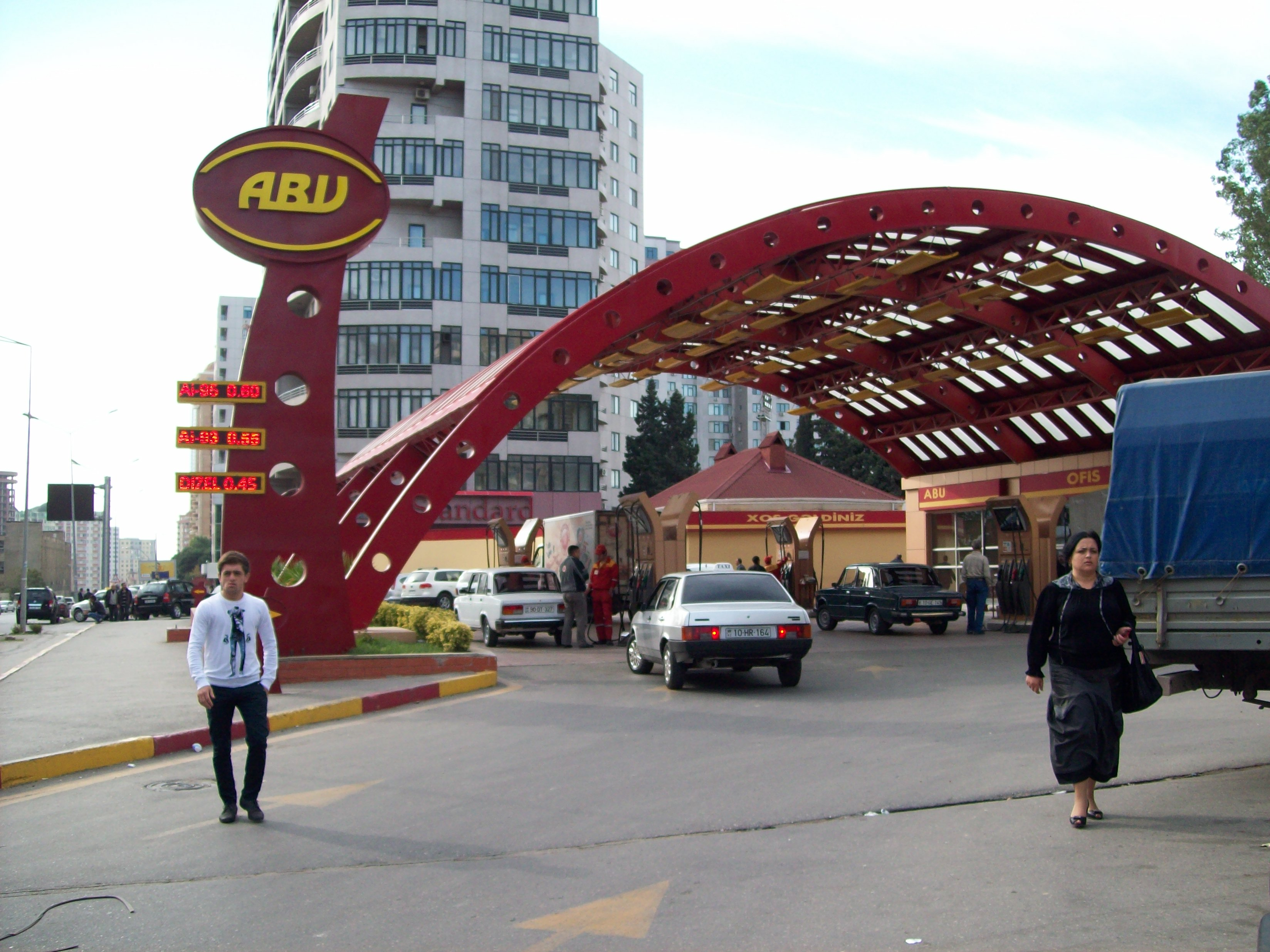
Enseigne de station d'essence, Azerbaïdjan.
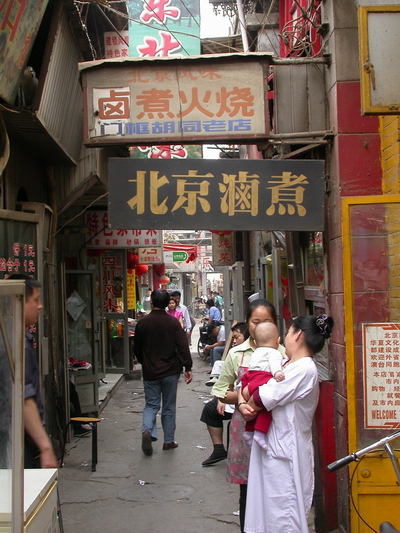
Enseignes en panneaux peints, Chine.
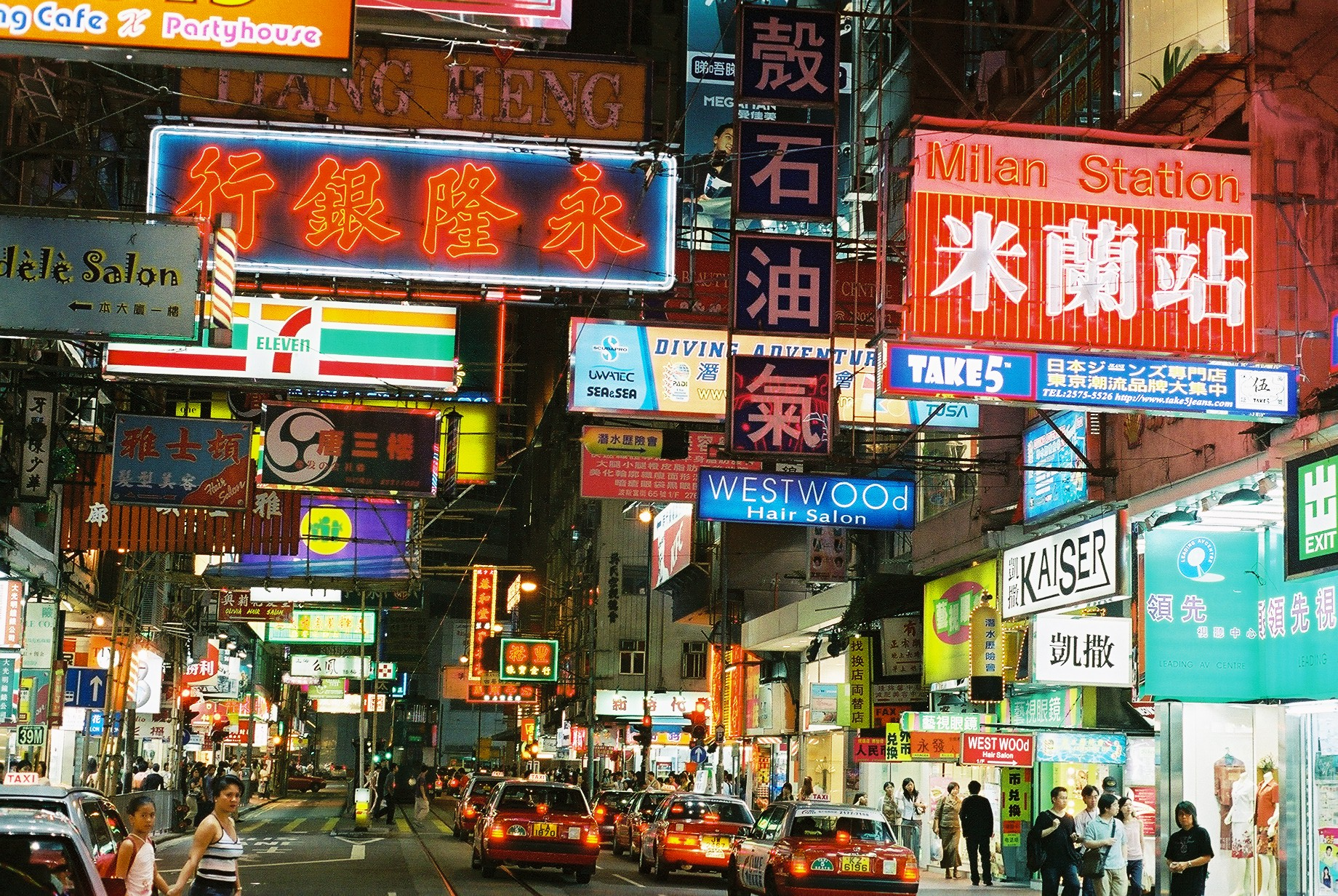
Panneaux lumineux, Hong Kong.
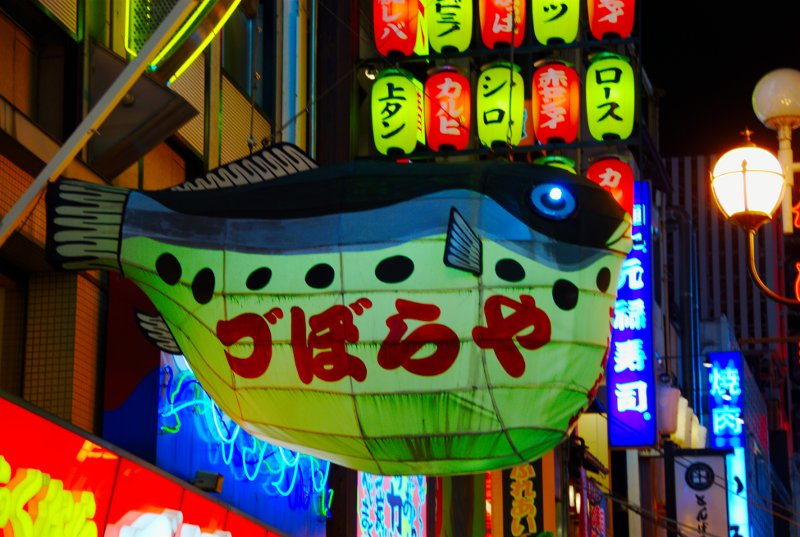
Enseignes lumineuses en volume, Japon.
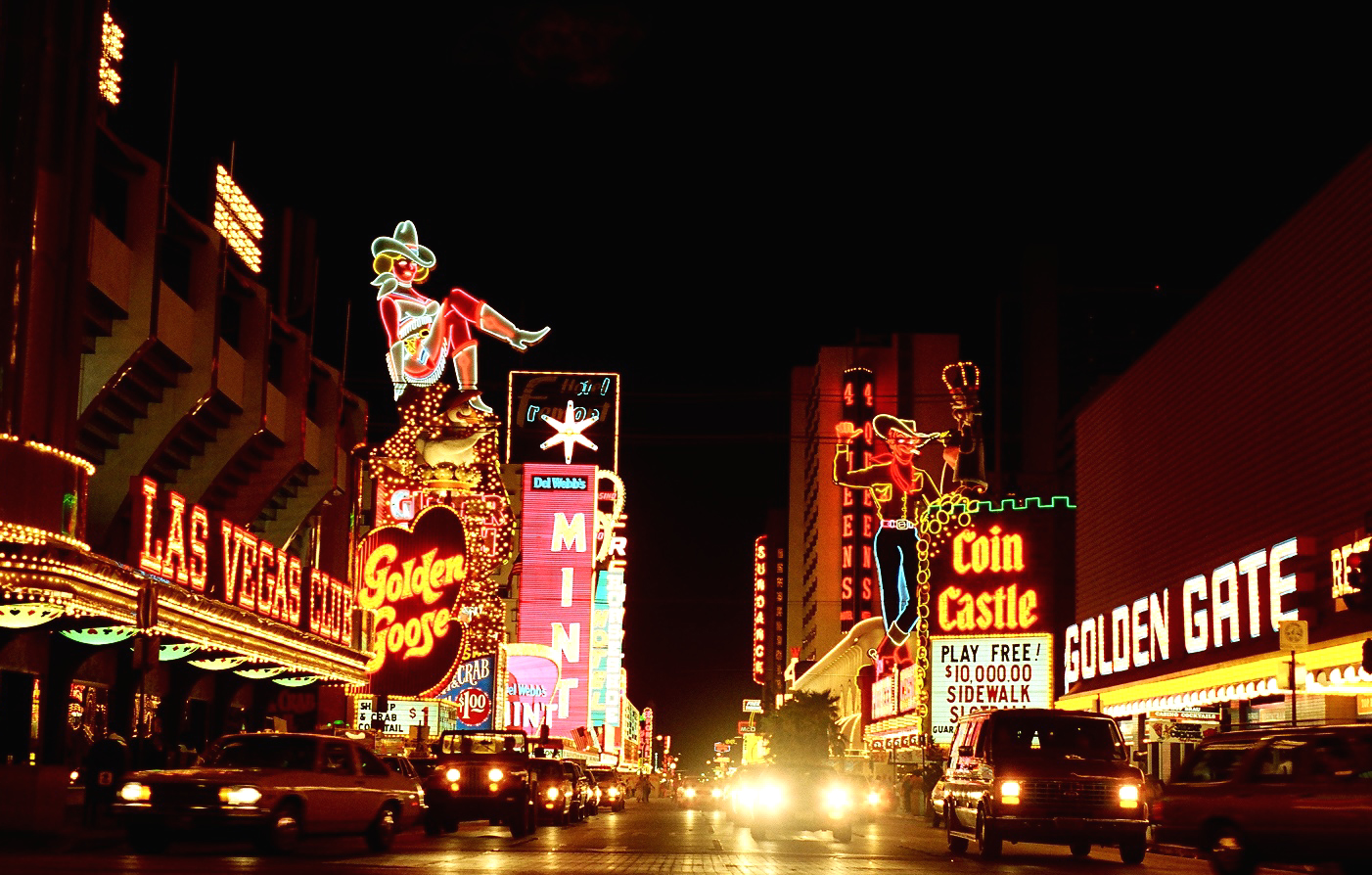
Enseignes en néon lumineux, États-Unis.
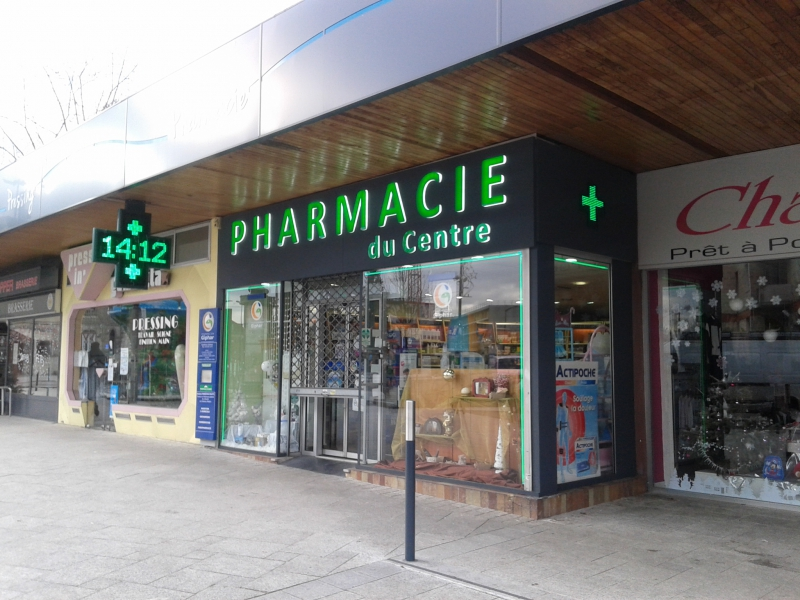
Enseigne de pharmacie lumineuse
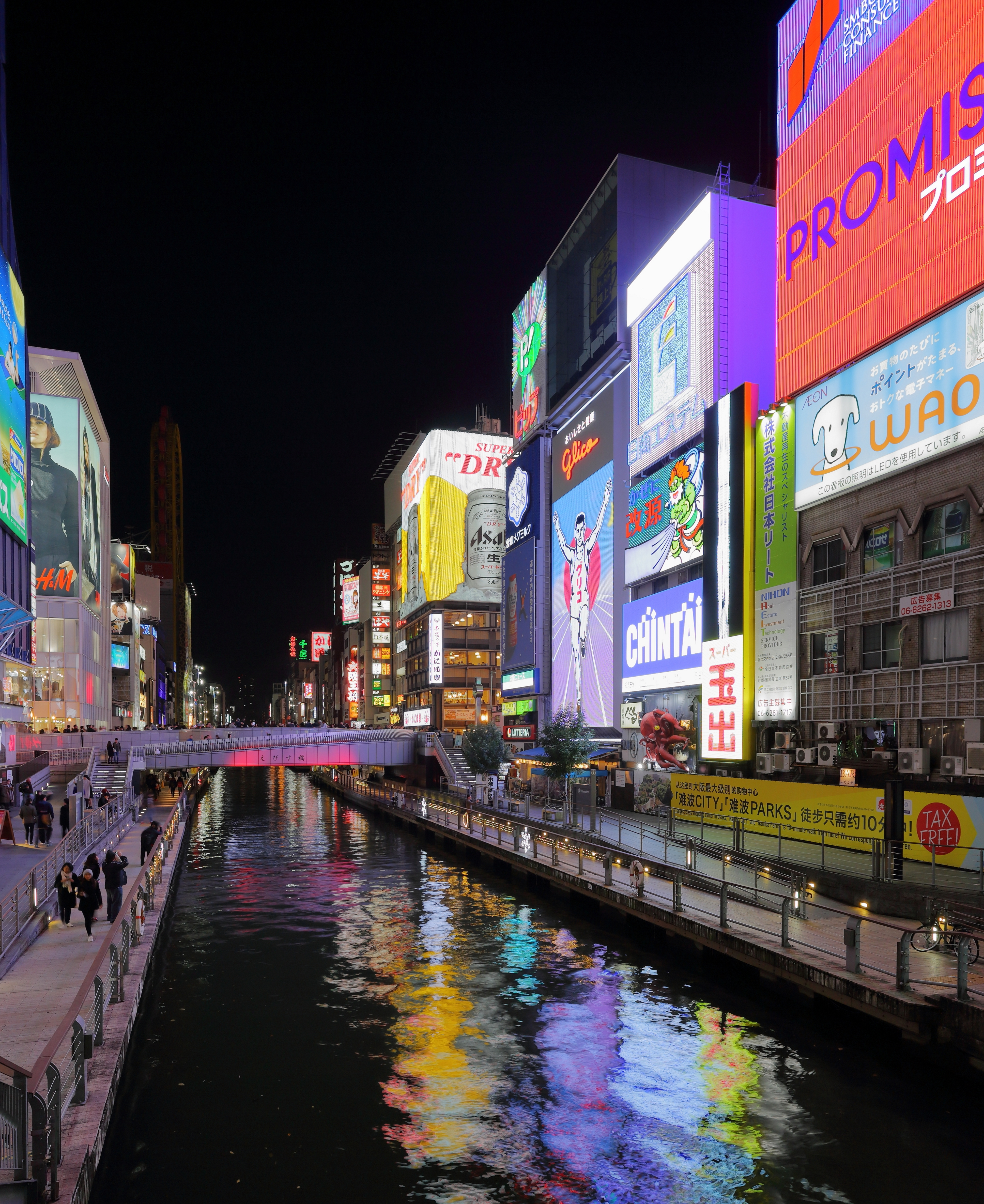
Mur de panneaux publicitaires du pont Ebisubashi, sur le canal Dōtonbori à Osaka, au Japon. Novembre 2016.
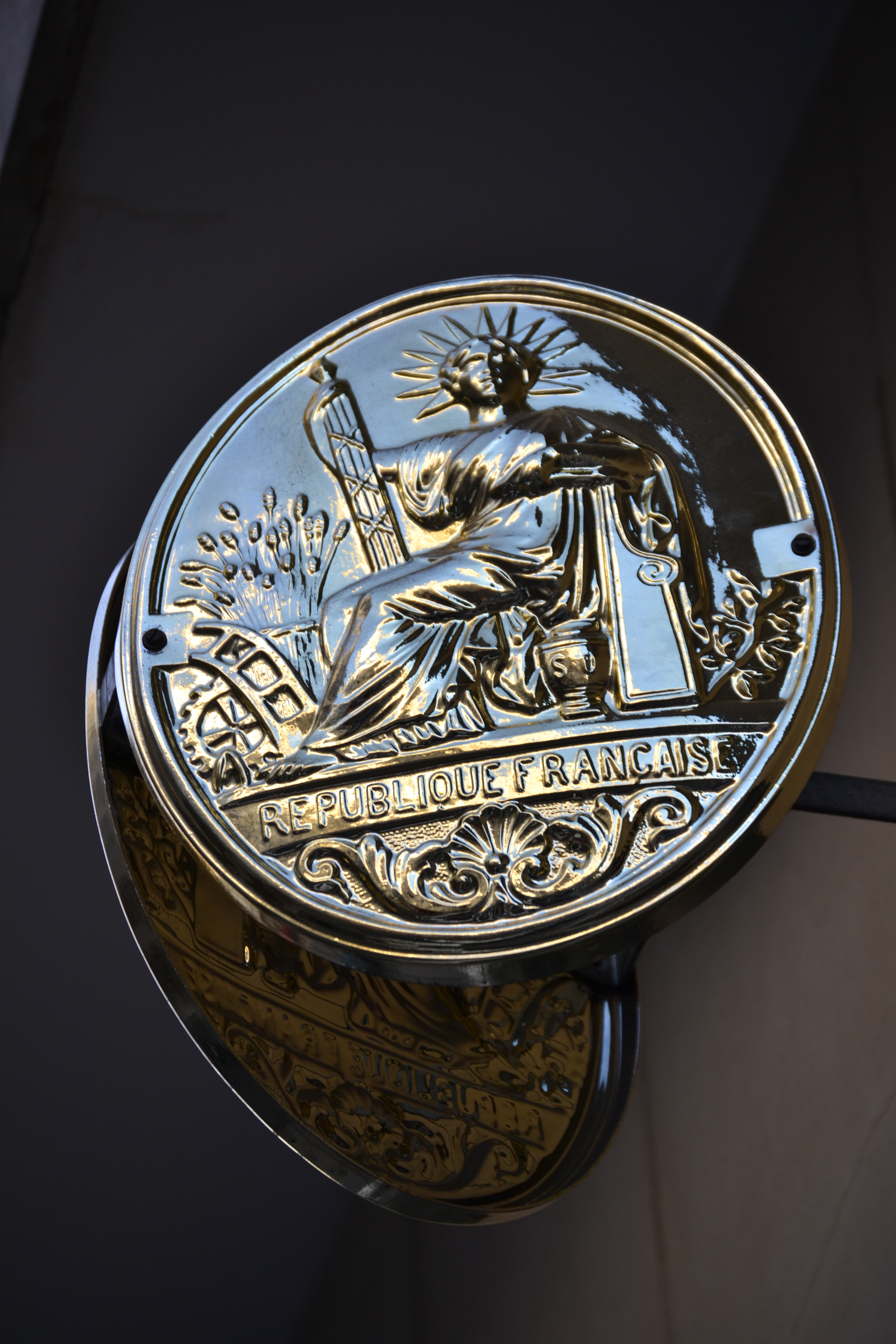
Enseigne de notaire en France.
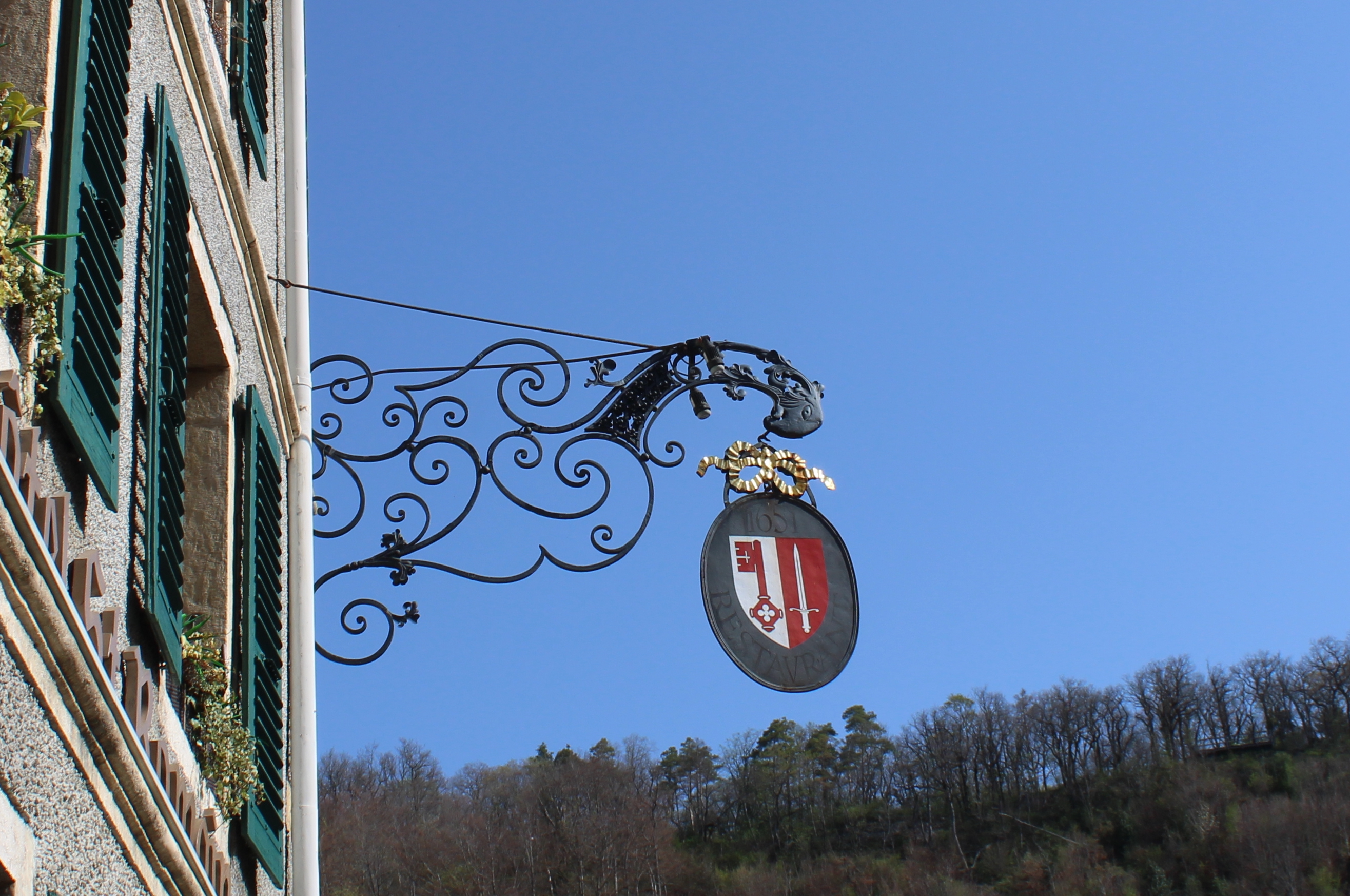
Enseigne de restaurant , Romainmôtier